# Neurophysiologie
Die Neurophysiologie befasst sich vor allem mit der Funktionsweise des menschlichen Nervensystems, aber auch mit dem der Tiere. Sie ist damit sowohl ein Teilgebiet der Physiologie und Tierphysiologie als auch ein Teilgebiet der jüngeren Disziplin der Neurowissenschaften.
Die Neurophysiologie wiederum kann in weitere Spezialgebiete unterteilt werden:
- Die Elektrophysiologie befasst sich mit den elektrochemischen Signalübertragungen im Nervensystem, den Signaltransduktionen.
- Die Sinnesphysiologie beschäftigt sich damit, wie die Mechanismen der (unterschiedlich definierten) fünf menschlichen Sinne äußere Reize (Stimuli), wie Lichtwellen, Schallwellen oder chemische Signale, in elektrische Signale umwandeln.

Forschungsgegenstand der Neurophysiologie, deren Verständnis bis in die frühe Neuzeit noch von spekulativen Vorstellungen der Antike und des Mittelalters geprägt war, ist unter anderem die neuronale Aktivität und Plastizität. Im Mittelpunkt stehen dabei die dynamischen Prozesse sowohl in der einzelnen Nervenzelle als auch die ganzer Netzwerke von Neuronen, den sogenannte neuronalen Netzen, aber auch die integrative Tätigkeit verschiedener neuraler Netzwerke.
Die klinische Neurophysiologie befasst sich als Spezialgebiet der Humanmedizin (insbesondere der Neurologie) mit Funktionsstörungen des menschlichen Nervensystems.

## Methoden
Die am häufigsten in der Neurophysiologie angewandten Untersuchungs- und Forschungsmethoden sind die der Elektrophysiologie im weitesten Sinne, darunter EEG.
Es haben zudem bildgebende Verfahren (auch als (Digital) Imaging (englisch) bezeichnet), wie die Konfokalmikroskopie, die funktionelle Magnetresonanztomographie (fMRT) und die Zwei-Photonen-Mikroskopie – vornehmlich als fluoreszenzmikroskopische Methoden – wichtige Beiträge zum Erkenntnisgewinn in der Neurophysiologie geleistet.

## Abgrenzung
Obwohl die (Tier-)Physiologie eine Unterdisziplin der Biologie ist, folgt man in den Neurowissenschaften nicht dieser Systematik, sondern stellt eine eigene Teildisziplin Neurophysiologie neben die Neurobiologie. Grund hierfür sind die deutlich unterschiedlichen Schwerpunkte der beiden Disziplinen. So erforscht die Neurobiologie die molekularen und zellbiologischen Grundlagen der Neurowissenschaften, nicht neuronale Aktivitäten (zumindest nicht in erster Linie); die Zellbiologie befasst sich jedoch, wie auch die Elektrophysiologie, zu einem kleineren Teil ebenfalls mit der Kommunikation (Signaltransduktion) zwischen Zellen.
Die Neuroanatomie als Teilgebiet der Anatomie untersucht den strukturellen und morphologischen Aufbau des Nervengewebes.
Schwesterndisziplinen der Neurophysiologie sind die Kognitive Neurowissenschaft und die Neurochemie.

## Pioniere der Neurophysiologie
- Charles-Édouard Brown-Séquard
- Santiago Ramón y Cajal
- Wladimir Bechterew
- Franz Nissl